# Kosmos 186
Kosmos 186 (ros. Космос-186) – bezzałogowy lot kosmiczny w ramach programu Sojuz. Misja Kosmos 186 służyła testowaniu manewru dokowania statków na orbicie okołoziemskiej.
Kosmos 186 miał połączyć się na orbicie ze statkiem Kosmos 188, wystrzelonym trzy dni później. Oba bezzałogowe statki spotkały się na orbicie, jednak dokowanie nie przebiegło zgodnie z planem i nie doszło do połączenia układów elektrycznych, na skutek niewłaściwego ustawienia statków. Po rozłączeniu Kosmos 186 pomyślnie wylądował na stepach Azji Środkowej, choć na skutek awarii systemu naprowadzania jego wejście w atmosferę było gwałtowniejsze niż planowano i kapsuła była poddana większym przeciążeniom.